# Forsviksån
Forsviksån  er et vandløb i  i Västergötland Sverige som går fra søen Viken til Vättern. Viken får vand fra søerne Örlen mod syd og Unden mod nord; begge ligger  i Västergötland. Forsviksåns totale afvandingsområde er 911 km², hvilket gør den til det største tilløb til Vättern, men en del af vandet løber nu i Göta Kanal lidt længere mod syd. 

## Eksterne kilder og henvisninger
- Forsviksån Arkiveret 28. september 2016 hos  Wayback Machine på viss.lansstyrelsen.se

58°34′43.72″N 14°26′10.5″Ø / 58.5788111°N 14.436250°Ø